# Dina Sanson
Dina Sanson (Rotterdam, 21 mei 1868 – Zeist, 30 mei 1929) was een Rotterdams maatschappelijk werker en de eerste politievrouw van Nederland.

## Biografie
Dina was het eerste kind van de Joodse koopman Bernard Sanson en Rebecca Hijmans. Als dochter in een modern en welvarend Joods koopmansgezin kon Sanson in Amsterdam aan de nieuw opgerichte School voor Maatschappelijk Werk het diploma Armenzorg behalen. Terug in Rotterdam ging ze voor de gemeente armlastige bewoners begeleiden. Ook organiseerde ze vakantiekolonies voor arme kinderen. In haar vrije tijd was ze actief in joodse organisaties voor kinderzorg. Zo was ze secretaresse van de Vereniging voor Joodse Kinderzorg te Rotterdam en (in 1919) oprichter en eerste voorzitter van de Vereniging ter bescherming van Joodse Meisjes. Ze was ook actief binnen de Vereeniging ter Behartiging van de Belangen der Vrouw.
In 1907 vormde de gemeentepolitie van Rotterdam een afdeling Zedenzaken. De toenemende prostitutie in de snel groeiende havenstad vereiste een gespecialiseerde en vertrouwelijke opvang. Hoofdcommissaris Th. M. Roest van Limburg schreef daarop verschillende vrouwenverenigingen aan met het verzoek vrouwelijke kandidaten te leveren voor de functie van "politie-assistente". Deze functie werd overgenomen uit de Scandinavische landen, Duitsland en Zwitserland. Per 1 mei 1911 werd - op voordracht van de Vereniging van Onderlinge Vrouwenbescherming - Dina Sanson aangetrokken als politie-assistente bij de zedenpolitie in Rotterdam. Sanson werkte in burgerkleding en in een huiskamerachtige werkruimte, maar had wel opsporingsbevoegdheid. Haar jaarwedde was 1.000 gulden. In november 1911 werd haar proefaanstelling omgezet in een vaste aanstelling. Sanson was de eerste vrouw in Nederland met opsporingsbevoegdheid. Haar taakomschrijving luidt: “Het behandelen van alle zaken betreffende het zedelijk wangedrag van jonge meisjes, verstrekken van hulp en raad, bemiddeling tussen ouders en instellingen en het toezicht op kinderen die bij vreemden zijn uitbesteed.”
De functie van (vrouwelijke) opsporingsambtenaar werd in 1913 ook overgenomen door de gemeentepolitie van Den Haag, in 1918 in Utrecht en 1920 in Amsterdam. In Rotterdam kwamen er in 1918 en 1919 nog twee vrouwelijke collega's bij, C. Hoogendijk en J.E. Braat. Dit was het begin van het Bureau Kinder- en Zedenpolitie. De functie van opsporingsambtenaar werd later opgewaardeerd tot de rang van inspecteur, maar toen was Sanson al vertrokken naar het ministerie van Justitie, waar ze haar loopbaan afsloot.

## Eerbetoon
- Het Joodse meisjestehuis geopend in 1930 te Santpoort kreeg de naam Huize Dina.
- De kinderopvang van de Haagse regiopolitie heet Dientje, vernoemd naar Dina Sanson.